# Mischa Cotlar

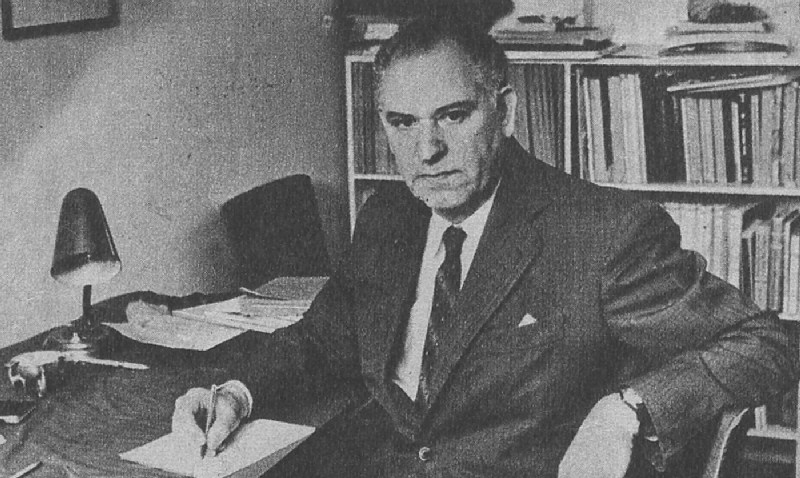
Mischa Cotlar, 1964

 Mischa Cotlar  (* 1913 in Sarny, Ukraine; † 16. Januar 2007 in Buenos Aires, Argentinien) war ein argentinischer Mathematiker und Hochschullehrer. Seine Beiträge zur Mathematik liegen in den Bereichen Harmonische Analysis, Ergodentheorie und Spektraltheorie. 1955 bewies er die Originalversion des Cotlar-Stein-Lemmas.

## Leben und Werk
1928 emigrierte seine Familie nach Montevideo, Uruguay. Sein Vater unterrichtete ihn in Mathematik, Schach und Musik, da er nur für ein Schuljahr eine Ausbildung erhalten konnte. Er war ein guter Pianist und bestritt seinen Lebensunterhalt damit, in Bars Klavier zu spielen. Der uruguayische Mathematiker Rafael Laguardia erkannte seine mathematischen Fähigkeiten, lud ihn zu Seminaren in seinem Haus ein, womit er Zugang zu der besten mathematischen Bibliothek der Stadt bekam und verschaffte ihm eine Anstellung als Pianist in einem Kammermusiktrio. 1934 hörte er einen Vortrag des spanischen Mathematikers Julio Rey Pastor, der ihn veranlasste, diesem nach Argentinien zu folgen. Dort empfahl der Mathematiker J. C. Vignaux ihn als Privatlehrer für Mathematik und führte ihn in die Theorie der analytischen Funktionen ein. 1937 lernte er eine russische Studentin von Ray Pastor, Yanny Frenkel, kennen und heiratete sie im folgenden Jahr. Dank eines Guggenheim-Stipendiums konnte er 1953 an der Universität von Chicago bei Antoni Zygmund mit der Schrift On the Theory of Hilbert Transforms promovieren und wurde nun mit einem akademischen Abschluss nach seiner Rückkehr nach Argentinien zum Direktor des Mathematischen Instituts der Universidad Nacional de Cuyo ernannt.
Von 1958 bis 1966 war er ordentlicher Professor an der Universität von Buenos Aires, danach bis 1971 Professor an der Rutgers University.
1972 kehrte er mit seiner Frau nach Argentinien zurück und initiierte eine Zusammenarbeit mit Cora Sadosky. 1974 gingen die Cotlars nach Caracas, Venezuela, und er gründete eine Forschungsgruppe für Analysis. Zu seinen Doktoranden gehörten 1959 Cora Ratto de Sadosky und 1979 Rodrigo Arocena.
Er war Gastprofessor an den Universitäten von Chicago, Nizza (Frankreich), der Washington University in St. Louis, University of Missouri, dem Dartmouth College (USA), der Howard University (USA), der Universität von Uruguay und der Universidad Nacional de Ingeniería in Lima, Peru.
1989 hielt er die Toeplitz Lecture # 6s an der Universität von Tel Aviv.

## Politisches und gesellschaftliches Engagement
Er war Mitglied der Academia Nacional de Ciencias Exactas, Físicas y Naturales von Argentinien. In der Zeit von 1956 bis 1966 befasste er sich intensiv mit der internationalen Politik und der Bewegung für die soziale Verantwortung der Wissenschaftler. 1961 gründete er mit Cora Ratto de Sadosky und Mario Bunge die Sociedad Argentina por la Responsabilidad Social de la Ciencia. 1962 brachte er auf dem Internationalen Mathematikerkongress in Stockholm den Brief von Bertrand Russell mit, der die Mathematiker aufforderte, nicht mit dem militärischen Establishment zusammenzuarbeiten. 1964 gab er mit Cora Ratto de Sadosky und Francisco Bullrich die Zeitung Columna 10 heraus, die die Auswirkungen von Wissenschaft und Technologie auf die internationale Politik analysierte. Er war auch Mitglied des Verwaltungsrates der Fundación Alberto Einstein, welche talentierte Schüler der School of Sciences der Universität von Buenos Aires unterstützte.

## Veröffentlichungen (Auswahl)
- Aritmética abstracta, Boletín de la Facultad de Ingeniería, Montevideo, Uruguay, 1937
- Teoría de anágenos, An. Soc. Ci. Argentina, 127, 1939
- Familias normales de funciones no analíticas, An. Soc. Ci. Argentina 129, 1940
- Un método para obtener congruencias de números de Bernoulli, Math. Notae 7, 1947
- A combinatorial inequality and its application to L2 spaces, Math. Cuyana, 1, 1955
- Convolution Operators and Factorization, McGill Analysis Seminar, McGill University, Montreal, 1972
- On The Foundation Of The Ergodic Theory, Actas Symposia, UNESCO, 1951

## Auszeichnungen (Auswahl)
- 1964: Waissman D.J.G. Preis des Consejo Nacional de Investigaciones Científicas y Técnicas von Argentinien
- 1950: Preis der Academia de Ciencias von Spanien (1950).
- 1984: Premio Nacional de Ciencias von Venezuela (1984)
- Honorarprofessor der Universidad de Buenos Aires und der Universidad Nacional de La Plata
- seit 1987: Mitglied der Academia Nacional de Ciencias Exactas, Físicas y Naturales
- 2013: Konex Auszeichnung – Wissenschaft und Technologie post mortem